# گجدروم
گجدروم (به لاتین: Gjerdrum) یک شهرداری در نروژ است که در آکرشوس واقع شده‌است. گجدروم ۸۳ کیلومتر مربع مساحت و ۶٬۲۶۷ نفر جمعیت دارد.